# Amtsgericht Gammertingen
Das Amtsgericht Gammertingen war von 1879 bis 1932 ein Amtsgericht mit Sitz in Gammertingen im heutigen Landkreis Sigmaringen im südlichen Baden-Württemberg.

## Geschichte
In Gammertingen bestand von 1852 bis 1879 die Gerichtskommission Gammertingen des Kreisgerichts Hechingen.
Im Rahmen der Reichsjustizgesetze wurden 1879 reichsweit einheitlich Oberlandes-, Land- und Amtsgerichte gebildet.
Das königlich preußische Amtsgericht Gammertingen wurde mit Wirkung zum 1. Oktober 1879 als eines von fünf Amtsgerichten im Bezirk des Landgerichtes Hechingen im Bezirk des Oberlandesgericht Hamm gebildet. Der Sitz des Gerichts war die Stadt Gammertingen in den bis 1947 zu Preußen gehörenden Hohenzollernschen Landen.
Sein Gerichtsbezirk umfasste den Oberamtsbezirk Gammertingen außer den Teilen, die den Amtsgerichten Hechingen und Sigmaringen zugeordnet waren.
Am Gericht bestand 1880 eine Richterstelle. Das Amtsgericht war damit ein kleines Amtsgericht im Landgerichtsbezirk.
In Folge der Weltwirtschaftskrise wurden 60 Amtsgerichte als Folge von Sparverordnungen aufgehoben. Mit der Verordnung über die Aufhebung von Amtsgerichten vom 30. Juli 1932 wurde das Amtsgericht Gammertingen zum 30. September 1932 aufgehoben und sein Sprengel dem Amtsgericht Sigmaringen zugeordnet. Es bestand aber in Gammertingen noch bis zum 30. Juni 1975 eine Zweigstelle des Amtsgerichts Sigmaringen.